# La Vérité si je mens ! Les débuts
Série La Vérité si je mens !
La Vérité si je mens ! 3
(2012)
Pour plus de détails, voir Fiche technique et Distribution.
La Vérité si je mens ! Les débuts est un film français réalisé par Michel Munz et Gérard Bitton, tourné en 2018 et sorti en 2019.
Il s'agit d'une préquelle à la série de films La Vérité si je mens !.
Le film est le sixième plus gros échec commercial de l’année.

## Synopsis
Au début des années 1980, les différents personnages sont lycéens. Serge Benamou n’hésite pas à mentir pour séduire ou pour éviter le courroux de ses parents quant à sa réussite scolaire. Son cousin, Patrick Abitbol, est un adolescent gâté et désinvolte mais, contre toute attente, devient entrepreneur à succès après une déception amoureuse. De son côté, Dov Mimran arrête ses études pour entrer dans la vie active. Embauché dans le Sentier, il parvient à avoir une relation amoureuse avec la femme de son patron. Enfin, Yvan Touati, d’abord intimidé, se construit petit à petit professionnellement en gagnant en assurance.

## Fiche technique
Sauf indication contraire, les informations mentionnées dans cette section peuvent être confirmées par la base de données cinématographiques IMDb,  présente dans la section « Liens externes ».
- Titre original : La Vérité si je mens ! Les débuts
- Réalisation et scénario : Michel Munz et Gérard Bitton
- Musique : Michel Munz, Moritz Reich et Cyrille Aufort[1]
- Décors : Laure Lepelley-Monbillard et Patricia Ruelle
- Costumes : Emmanuelle Youchnovski
- Photographie : Jérôme Alméras
- Son : Marc-Antoine Beldent, Roman Beldent, Dominique Gaborieau
- Montage : Jean-Christophe Bouzy
- Production : Aïssa Djabri, Farid Lahouassa et Manuel Munz 
  - Production déléguée : Denis Penot
  - Production associée : Philippe Logie
  - Coproduction : Gaëtan David
- Sociétés de production[2] : La Vérité Production,
  - en coproduction avec Les Productions du Renard, La Compagnie Cinématographique, Télégraphe, Vertigo Productions, Panache Productions, M6 Films et France 2 Cinéma
  - en association avec Les Amis de la Vérité, SofiTVciné 6, Cinémage 13 et La Banque Postale Image 12
  - avec la participation de Canal+, Ciné+, M6, W9, France Télévisions, VOO et BeTV
- Sociétés de distribution : UGC Distribution[1]
- Budget : 7 990 000 €[3]
- Pays de production :  France
- Langue originale : français
- Format[4] : couleur
- Genre : comédie
- Durée : 110 minutes
- Dates de sortie[5] :
  - France : 5 septembre 2019 (Semaine de la Comédie UGC 2019)[6] ; 16 octobre 2019 (sortie nationale)
  - Belgique, Suisse romande : 16 octobre 2019[7],[8]
- Classification[9] :
  - France : tous publics[10]
  - Belgique : tous publics (KT/EA : Kinderen Toegelaten / Enfants Admis)[7],[11]
  - Suisse romande : interdit aux moins de 8 ans[12]

## Distribution
- Yohan Manca : Patrick Abitbol
- Mickaël Lumière : Dov Mimran
- Anton Csaszar : Serge Benamou
- Jeremy Lewin : Yvan Touati
- Audrey Dana : Hélène
- François Berléand : Max, mari d'Hélène
- Gilbert Melki : Henri Abitbol, père de Patrick
- Gladys Cohen : Georgette Benamou
- Karina Marimon : Stella
- Abbes Zahmani : Mordechaï Benamou
- Ariane Aggiage : Fortunée
- Fleur Geffrier : Marie-Laure Exelmans
- Romain Delbart : Tony
- Sandra Rosinsky : Sandrine
- Ilona Bachelier : Chantal
- Baptiste Carrion-Weiss : Jérémy
- Félix Radu : Loïc
- Juliette Petiot : Annette
- Philippe Magnan : le proviseur
- Tatiana Gousseff : la secrétaire
- Laurent Pons : Pichard
- Cyril Lecomte : adjudant Moretti
- Jean-Charles Deval : Léon de Saint-Simon
- Nicolas Vaude : général de Saint-Simon
- Raphaël Marriq : Rafi Marciano

## Accueil

### Accueil critique
Le film n'est pas très apprécié des critiques presse et reçoit une moyenne de 2,4/5 sur Allociné.
Pour Le Monde, il y a « trop de microgags rebattus et un récit pas assez tenu ». Le Parisien estime que « le film […] s’avère lourdingue et ne fait pas rire ».

### Box office
Le film sort le 16 octobre 2019 dans 426 salles, et ne comptabilise que 22 322 entrées pour sa première journée en salles.
Seulement 99 688 entrées sont cumulées pour son premier week-end, score extrêmement faible pour un film au budget de huit millions d’euros. Le mauvais démarrage du film est confirmé avec les chiffres de la première semaine d’exploitation : 127 768 entrées. Pour sa deuxième semaine, le film ne compte que 50 590 entrées supplémentaires, pour un total de toujours très faible de 178 358 entrées.
Il termine sa carrière en salles avec seulement 194 043 entrées, ce qui en fait le sixième plus gros échec commercial de l’année et également, de loin, le film de la série ayant fait le moins d’entrées.

## Distinctions

### Sélections
- Festival CineComedies 2019 : Longs métrages - avant-première[22].